# 程姓
程姓是中文的姓氏之一，在百家姓中排名193。据2006年的统计，程姓的人口在中国大陆排名33位。名人包括程业升等

## 起源
1. 出自风姓，以程国为姓，是重和黎的后裔。[1] 程姓祖源可以追溯到商、周之际的程伯休甫。程伯休甫的子孙，一部分以官为氏，得姓司马；一部分依照惯例以国为氏，得姓程。[2][3]司马氏系出程氏，和程氏一族是一家人。[4]程国一在咸阳以东，临近泾河、渭河二水汇流处。周代在洛阳附近也建立程国，汉朝为上程聚。
2. 出自姬姓，是荀氏后裔，以邑为姓而改。[5][6]
3. 少数民族改为程姓。

## 迁徙
晋代衣冠南渡时，程姓大规模从中原洛阳上程聚一带移居到新安郡（徽州）等地区，始迁地和始祖发祥地为篁墩村（今属安徽省黄山市屯溪区屯光镇），始祖为晋新安太守程元谭，显祖为南朝的名将忠壮公程灵洗。篁墩原有程氏统宗祠、世忠庙、程朱阙里坊、程朱三夫子祠等规模宏大的文化古迹建筑群，均已毁于文化大革命。篁墩程氏日后逐渐遍布徽州各地，其中著名的有歙县槐塘程氏，又衍生出歙县岑山渡程氏和绩溪仁里程氏。

## 分布
程姓的64%分布于安徽、河南、湖北以及山东、江西、四川、河北、江苏八省，其中安徽省占17%，为程姓第一大省。

## 外部連結
[在维基数据编辑]
 《百家姓》
 《欽定古今圖書集成·明倫彙編·氏族典·程姓部》，出自陈梦雷《古今圖書集成》